# Carl Mattsson
Carl Artur Mattsson, född 7 mars 1908 i Stenkyrka socken i Bohuslän, död 24 juli 2019 i Strömstad, var Sveriges och Nordens äldsta man sedan Thore Erikssons död 27 mars 2016, samt Sveriges äldsta levande person sedan Alice Östlunds död 28 mars 2018. Mattsson var från den 14 juli 2019 till sin död den 24 juli 2019 den äldsta svenske mannen någonsin.

## Biografi
Mattsson var möbelsnickare och var son till hemmansägaren Rutger Matiasson (1877–1943) och Agda Elisabet Berntsdotter (1877–1961). Han hade fem syskon. Mattsson gifte sig första gången 1932 med Sonja Margareta Berendt och de fick 1939 en dotter. Han gifte sig andra gången 16 maj 1964 med Ella Birgit Viola Andersson och blev änkling 27 mars 2010.
Mattson var aktiv i flera olika idrotter under sitt liv såsom skytte och framför allt golf vilket han började spela vid 76 års ålder och höll på med till 2011 då han var 103 år. Därmed var han Sveriges äldsta golfare.
Mattsson var vid sin död bosatt på ett äldreboende i Strömstad.